# Aldeanueva del Codonal
Aldeanueva del Codonal è un comune spagnolo di 210 abitanti situato nella comunità autonoma di Castiglia e León.